# Radikal 89
Radikal 89 mit der Bedeutung „durchkreuzen, knüpfen“ ist eines von 34 der 214 traditionellen Radikale der chinesischen Schrift, die mit vier Strichen geschrieben werden.
Mit 3 Zeichenverbindungen in Mathews’ Chinese-English Dictionary gibt es nur sehr wenige Schriftzeichen, die unter diesem Radikal im Lexikon zu finden sind.
Das Radikal knüpfen nimmt nur in der Langzeichen-Liste traditioneller Radikale, die aus 214 Radikalen besteht, die 89. Position ein. In modernen Kurzzeichen-Wörterbüchern kann es sich an ganz anderer Stelle finden. Im Neuen chinesisch-deutschen Wörterbuch aus der Volksrepublik China fehlt es gänzlich.
Hinter diesem Radikal, heute ein archaisches Relikt, könnte sich ein Trigramm verbergen. 

## Schriftzeichenverbindungen, die vom Radikal 89 regiert werden
| Striche | Zeichen |
| ------- | ------- |
| +0      | 爻      |
| +05     | 爼      |
| +07     | 爽      |
| +10     | 爾      |

 Im Unicodeblock Kangxi-Radikale ist das Radikal 89 unter der Codepointnummer 12.120 (U+2F58) codiert.